# Greåker
Greåker est une localité de la municipalité de Sarpsborg, dans le comté d'Østfold, en Norvège.

## Description
Greåker est une ville au sud-ouest de la municipalité de Sarpsborg, le long de la route départementale 109 où les rivières Glomma et Visterflo se rencontrent. C'était autrefois un centre commercial actif dans l'ancienne municipalité de Tune. Aujourd'hui, il reste peu de magasins, mais une industrie importante avec des ateliers mécaniques et l'usine de papier de Nordic Paper sur la rive du fleuve Glomma.

### Le fort de Greåker

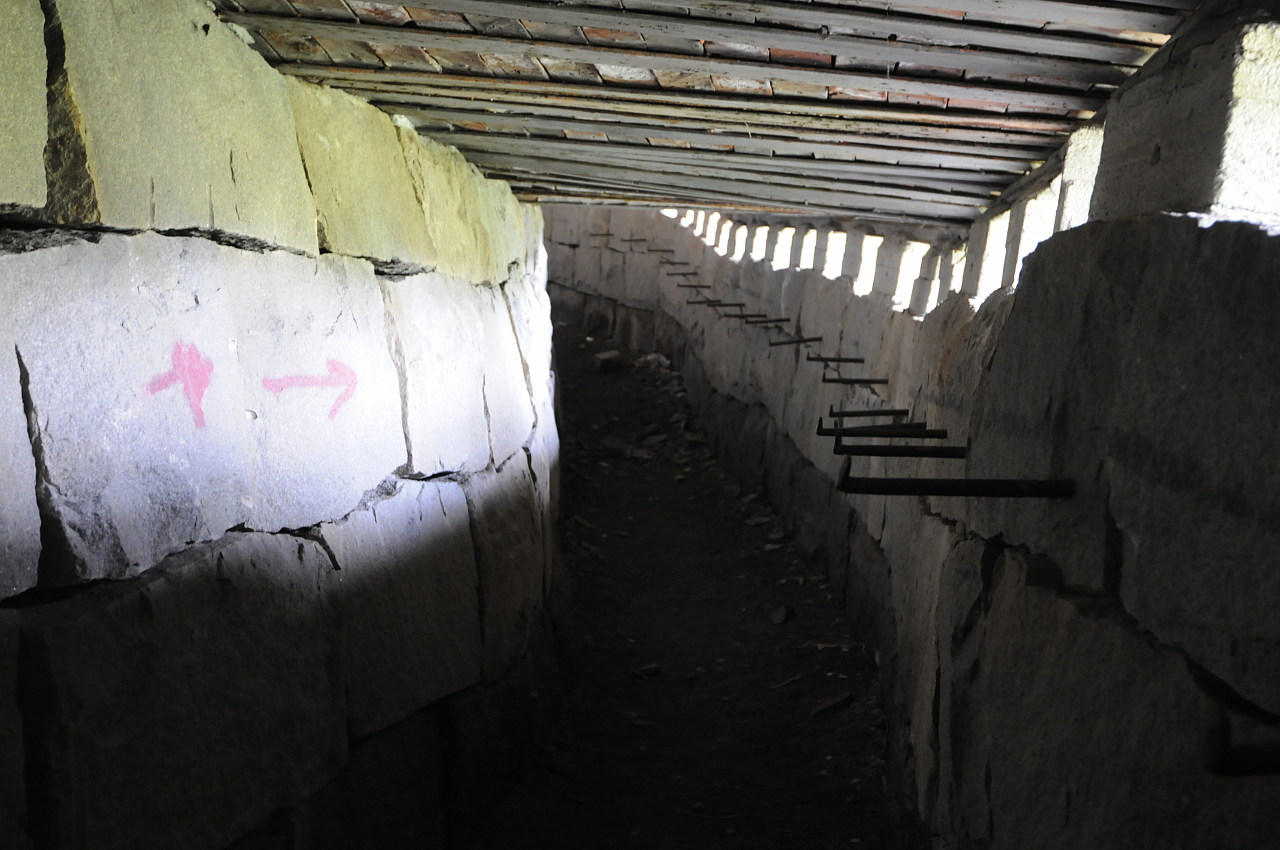
Galerie intérieure

Il a été achevé en 1903, avec quatre canons de campagne partiellement cachés dans la roche. La batterie avait un caractère permanent et en 1907 elle devint un fort. Celui-ci présente un grand intérêt historique militaire dans le cadre d'un vaste et important système de défense contre la Suède. Les installations militaires qui ont été construites à cette époque ont une valeur symbolique dans le cadre de la séparation de la nation de l'union avec la Suède. Le fort présente un grand intérêt pour la conservation avec sa galerie de canons, rare dans un contexte national. Le fort servit en 1940. Le 13 avril, les Allemands y furent arrêtés. Les combats n'ont duré que quelques heures.

## Galerie

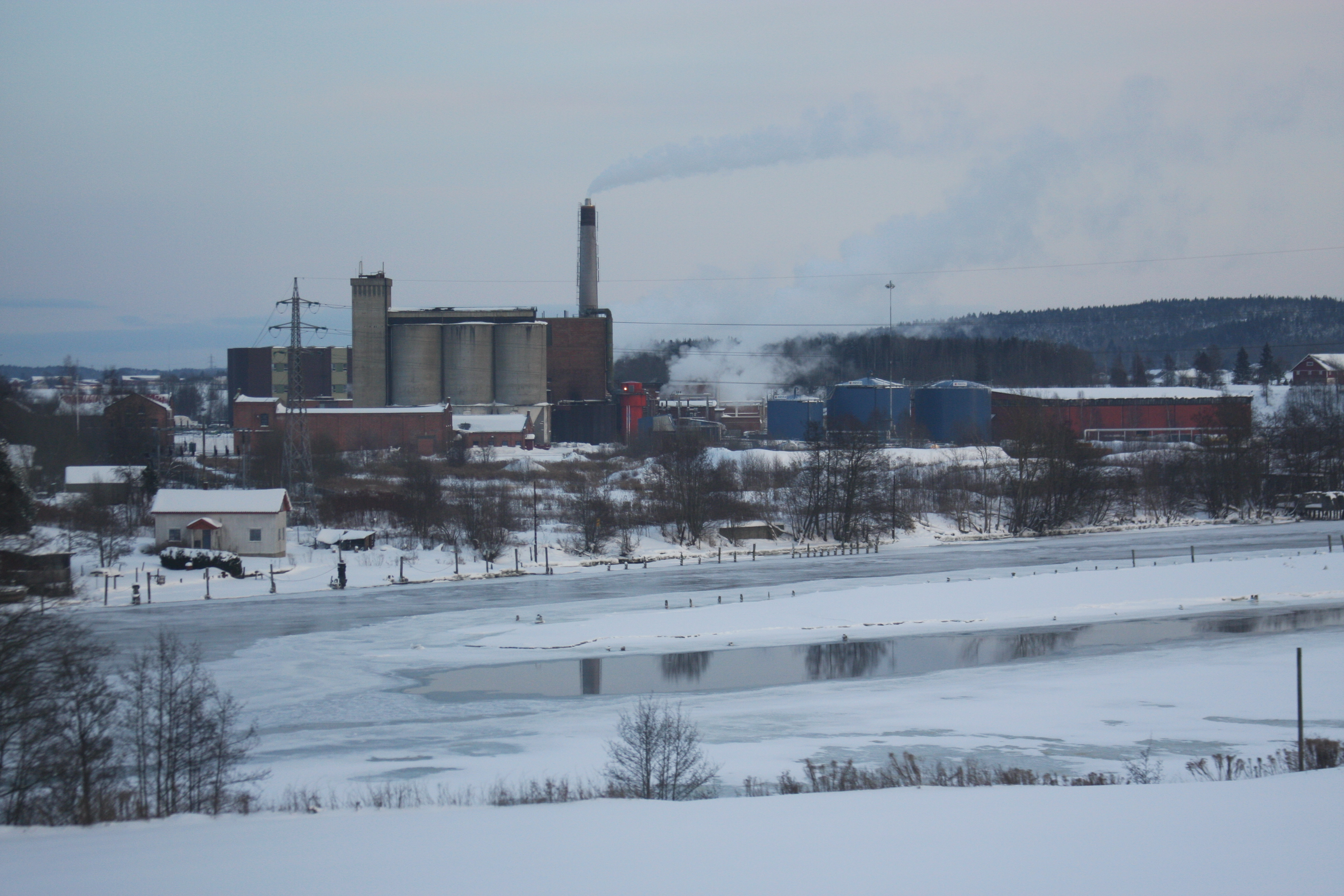
Noredic Paper
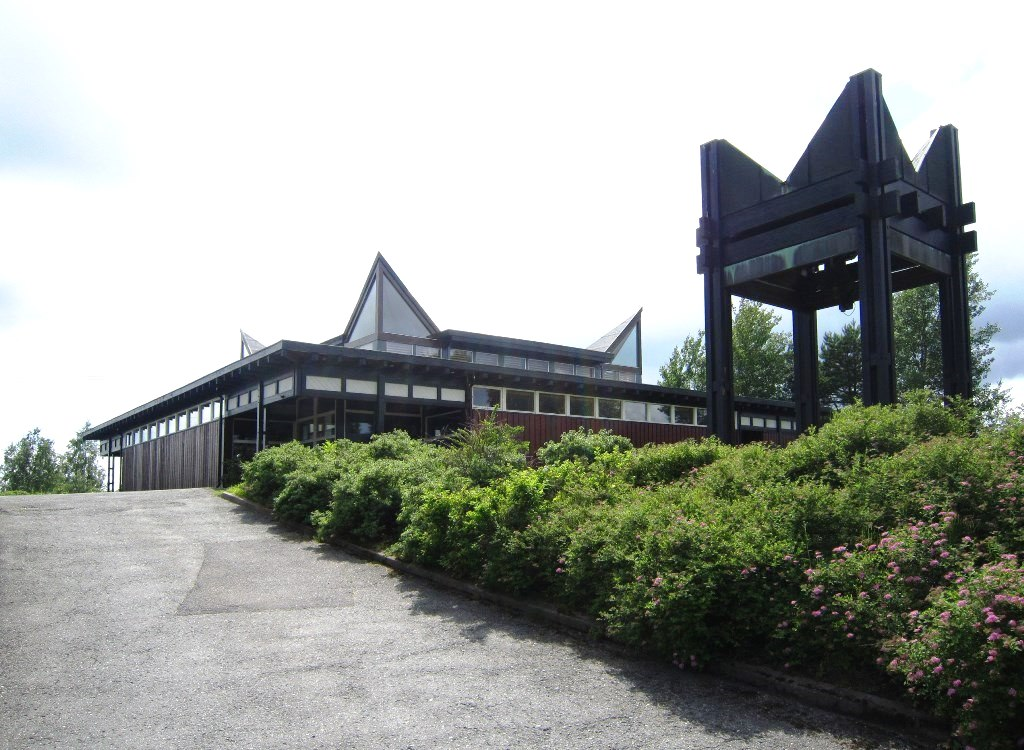
Église